# Такемія Ююко
Такемія Ююко (нар. 24 лютого 1978 року) — японська письменниця, авторка ранобе і манги. Найбільш відома як автор ранобе «Торадора!».

## Біографія
Ююко Такемія народилась 24 лютого 1978 року. У вересні 2004 року вона створила серію ранобе.  Перший том роману був опублікований восени 2004 року. Найбільший успіх Ююко Такемії принесла її серія ранобе «Toradora!».  Перший том був опублікований 2006 року. Крім ранобе, Ююко Такемія є також автором манги.
Нині Ююко Такемія співпрацює з художником-ілюстратором Ясу, творцем графіки до більшості її ранобе і манґи.

## Твори

### Ранобе
Серія «Наш Тамура-кун»
- Наш Тамура-кун журнальна публікація  (2004)

Серія «Toradora!»
- Toradora! Публікація Dengeki Bunko

(10 травня 2006 року) До видання була також увійшла додаткова глава - spin-off: «Легенда про Кишенькового Тигра, що приносить щастя»
- - Toradora 3! ISBN 4-8402-3551-1 (10 вересня 2006 р.)
  - Toradora 4! ISBN 978-4-8402-3681-2 (10 січня 2007 р.)
  - Toradora Spinoff! «Ураган щастя кольору пелюсток сакури» ISBN 978-4-8402-3838-0 (10 травня 2007 р.)
  - Toradora 5! ISBN 978-4-8402-3932-5 (10 серпня 2007 р.)
  - Toradora 6! ISBN 978-4-8402-4117-5 (10 грудня 2007 р.)
  - Toradora 7! ISBN 978-4-04-867019-7 (10 квітня 2008 р.)
  - Toradora 8! ISBN 978-4-04-867170-5 (10 серпня 2008 р.)
  - Toradora 9! ISBN 978-4-04-867265-8 (10 жовтня 2008 р.)
  - Toradora Spinoff 2! «Тигр, осінь і зайвий жир» ISBN 978-4-04-867459-1 (7 січня 2009 р.)
  - Toradora 10! ISBN 978-4-04-867593-2 (10 березня 2009 р.)
  - Toradora Spinoff 3 «Помилуйтеся на мій бенто» ISBN 978-4-04-868456-9 (10 квітня 2010 р.)

Серія «Golden Time»
Серія «Наш Тамура-кун» (у співпраці з художником-ілюстратором Саті Курафудзі)
- Золотий час публікація Dengeki Bunko
- Золотий час 1: Весна втратившого пам'ять ISBN 978-4-04-868878-9 (10 вересня 2010)
- Золотий час 2: Відповідь «ТАК»! ISBN 978-4-04-870381-9 (10 березня 2011)
- Золотий час 3: Бал-маскарад ISBN 978-4-04-870735-0 (10 серпня 2011)
- Золотий час 4: Чи не озирайся ISBN 978-4-04-886546-3 (10 березня 2012)
- Золотий час 5: Привид літа, японське літо ISBN 978-4-04-886897-6 (10 вересня 2012)
- Золотий час 6: Спогади інших життів ISBN 978-4-04-891557-1 (10 квітня 2013)
- Я повернуся ISBN 978-4-04-866059-4 (10 жовтня, 2013)
- Зимова подорож ISBN 978-4-04-866414-1 (10 березня 2014 року)

### Романи
- Я покажу вам розбите місце  ISBN 978-4-10-180065-3 (26 травня 2016)
- Завтра дай мені спокій  ISBN 978-4-16-790731-0 (10 листопада 2016)
- Я запалю всіх вас  ISBN 978-4-10-180097-4 (27 травня 2017)
- Скажіть мені, живі зірки ISBN 978-4-16-790844-7 (9 листопада 2017)

### Манга
Серія «Toradora!» (У співпраці з художником-ілюстратором Ясу)
- Watashitachi no Tamura-kun (публікація Dengeki Comic Gao! З 27 травня 2006 по 27 лютого 2008 р.)

Серія «Evergreen» (у співпраці з художником-ілюстратором Акірою Касукабе)
- Toradora! (публікація  27 липня 2007 р.)

Серія «Golden Time» (у співпраці з художником-ілюстратором Ю Акінасі)
- Evergreen (публікація з 19 липня 2011 р.) [1]

- Golden Time (публікація  з 27 березня 2012 р.)

### Сценарії
- Noel (сценарій для комп'ютерної гри) (9 вересня 2004 р.)
- Toradora! (сценарій до аніме-серіалу) (2008 р.)
- Golden Time Vivid Memories (яп. ゴールデンタイムVivid Memories), редактура візуального роману (27 березня 2014 р.)